# Nicola Costarella
Nicola Costarella, talvolta erroneamente Costarelli (San Demetrio ne' Vestini, 14 aprile 1911 – Roma, 1993), è stato un compositore, critico musicale e musicologo italiano del XX secolo.

## Biografia
Costarella si diplomò al conservatorio di Roma nel 1935 in composizione, studiando con Bonaventura Barattelli, Alessandro Bustini e Cesare Dobici; seguì quindi ulteriori corsi a Roma con Ottorino Respighi, Ildebrando Pizzetti e Bernardino Molinari e a Siena con Alfredo Casella.
Intraprese la carriera di insegnante presso l'accademia nazionale di danza a Roma come docente di solfeggio, fu operatore per la Rai, direttore del conservatorio di musica dell'Aquila e presidente della Società Aquilana dei Concerti. Ebbe anche ruoli di rilievo nel Sindacato Musicisti Italiani.
Ha collaborato con varie riviste artistiche e di critica musicale.

## Opere
Tra le sue opere principali vanno annoverati la fiaba musicale Lo Schiaccianoci (1968), musiche di scena per l'Orfeo di Poliziano (1946), le composizioni orchestrali Ouverture (1935), Variazioni (1931) e Alba coro (1936), musica strumentale da camera (Trio pianoforte e archi, Concertino clarinetto e violino, ecc.), musica vocale (liriche e Salmo) e pianistiche.